# Salzkammergut-Talungen

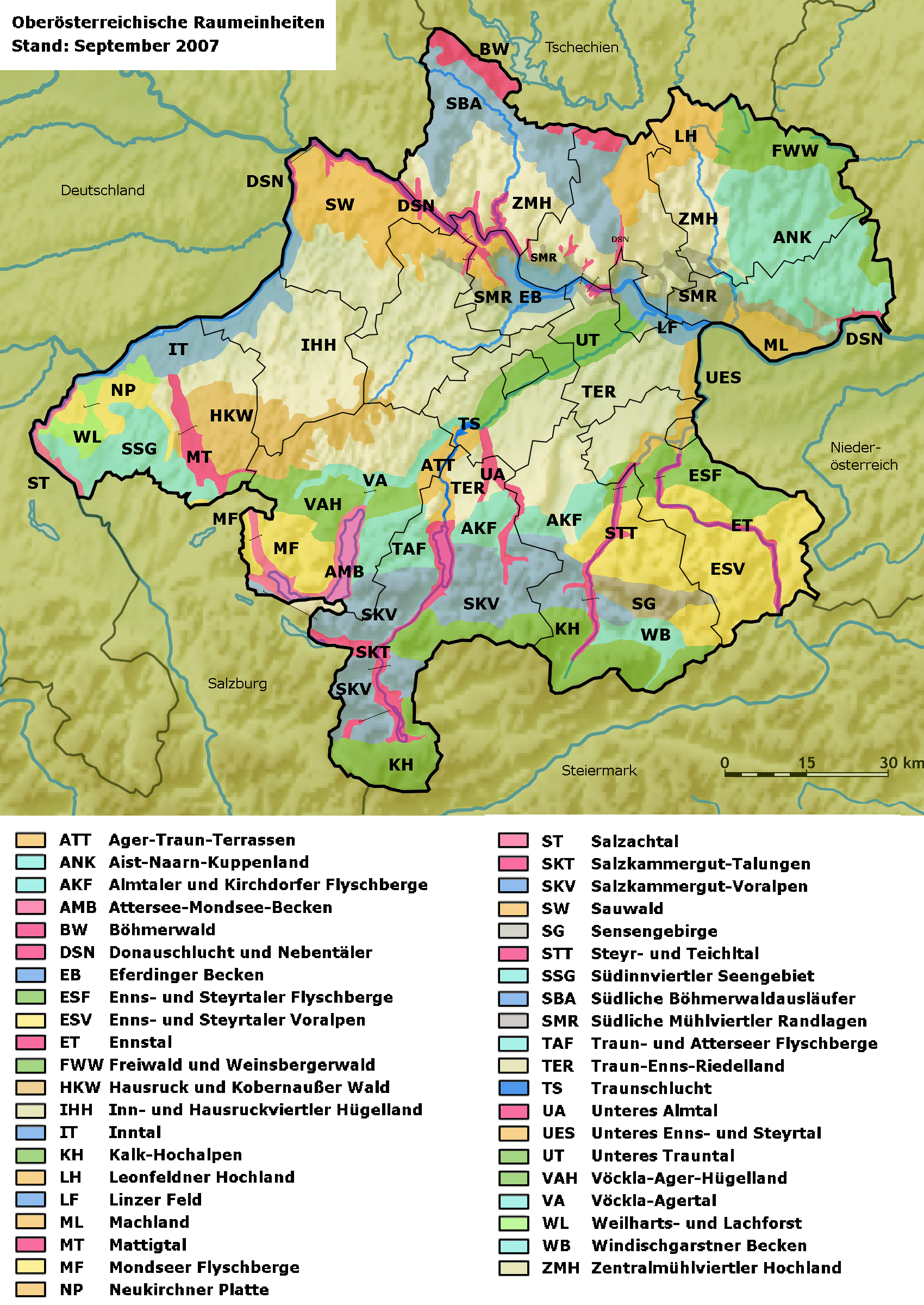
Alle OÖ Raumeinheiten

Die Salzkammergut-Talungen sind eine von 41 Oberösterreichischen Raumeinheiten und liegen im Salzkammergut.

## Lage
Die Raumeinheit umfasst den südlichen Teil des Bezirks Gmunden und besteht aus zwei voneinander getrennten Bereichen.
Die Größe der Salzkammergut-Talungen beträgt 127,14 km². Der tiefste Bereich ist der Traunsee mit 423 m ü. A. bei Gmunden. Die höchsten Erhebungen des Gebiets sind an der südlichen Grenze zur benachbarten Raumeinheit bei Gosau mit rund 800 m ü. A.
Folgende Gemeindegebiete haben einen großen Anteil an den Salzkammergut-Talungen (alphabetisch gereiht): Bad Goisern, Bad Ischl, Ebensee, Gmunden und St. Wolfgang.
Die Raumeinheit ist von folgenden oberösterreichischen Raumeinheiten umgeben (Im Uhrzeigersinn, beginnend im Nordwesten):
Salzkammergut-Voralpen, Traun- und Atterseer Flyschberge, Ager-Traun-Terrassen, Traunschlucht, Traun-Enns-Riedelland, Almtaler und Kirchdorfer Flyschberge und Kalk-Hochalpen. Von der Raumeinheit Salzkammergut-Voralpen wird die Raumeinheit in zwei Teil-Gebiete unterteilt, das Traun-/Ischltal und das isoliert liegende Gosautal.
Die Salzkammergut-Talungen sind in zwei naturlandschaftliche Untereinheiten gegliedert:
- Wasserflächen der Seen
- Kulturlandschaft und Siedlungsgebiet

## Charakteristik
- Enge Flusstäler umgeben von hohen, bewaldeten Bergflanken. Die Uferverbauung der Täler ist fast durchgehend, nur vereinzelt kommen Auwälder vor. Die Zubringerbäche sind naturnah.
- Die Seen (Traunsee, Wolfgangsee, Hallstättersee) weiten das Tal. Ihre Ufer sind oft verbaut (Steg, Promenaden, Häfen, Badeplätze,..) und dadurch beeinträchtigt. Die Seen haben eine spezifische Fischfauna und eine hervorragende Gewässergüte. Nur das steile, schwer zugängliche Traunsee-Ostufer (Traunstein) ist unbebaut und weist naturnahe Uferwälder auf.
- Die Besiedlung im Talraum ist dicht mit mehreren Zentren (Hallstatt, Ischl, Ebensee, …). Diese Orte liegen an traditionellen Verkehrswegen, die seit der Hallstattzeit bestehen.
- Die Landwirtschaft existiert an den Hangzonen, wo auch wenige Reste von Feucht- und Trockenwiesen vorhanden sind. Kulturlandschaftliche Elemente sind selten. Insbesondere das Ischl- und das Gosautal werden für die Landwirtschaft genutzt.
- Es gibt zahlreiche Oberflächengewässer und Waldinseln. Die Raumeinheit wurde von Gletschern geschaffen.
- Die Region wird stark touristisch genutzt, wie Schiff- und Bootsfahrt, Badebetrieb, Fischerei, Stadttourismus, Schaubergwerk und Seilbahnen.